# Patrick Murphy (ur. 1973)
Patrick Joseph Murphy (ur. 19 października 1973) – amerykański polityk, członek Partii Demokratycznej.
W latach 2007–2011 przez dwie kolejne dwuletnie kadencje Kongresu Stanów Zjednoczonych był przedstawicielem ósmego okręgu wyborczego w stanie Pensylwania w Izbie Reprezentantów Stanów Zjednoczonych.